# Baldur von Schirach
Baldur Benedikt von Schirach (Berlijn, 9 mei 1907 – Kröv, 8 augustus 1974) was de Duitse leider van de Hitlerjugend (HJ), rijksminister van Jeugdzaken, en 'rijksstadhouder' en 'gouwleider' van Wenen. In Neurenberg werd hij tot twintig jaar gevangenisstraf veroordeeld.

## Achtergrond
Baldur von Schirach stamde uit een 'grootburgerlijk', dus hooggecultiveerd en welgesteld milieu. Zijn moeder was Amerikaanse, telg van een Zuidelijke familie, en afstammelinge van twee ondertekenaars van de Amerikaanse Onafhankelijkheidsverklaring. Zijn vader, Carl Baily von Schirach, was ritmeester en theaterdirecteur in Weimar en van aanzienlijke familie. Ook de grootvader van Baldur von Schirach had een Amerikaanse getrouwd.

## Vormende jaren
In 1924 sloot Baldur von Schirach zich op zeventienjarige leeftijd aan bij een nationalistische jeugdbeweging en in 1925 bij de NSDAP (Nationaalsocialistische Duitse Arbeiderspartij). In 1927 ging hij germanistiek studeren aan de universiteit van München. Von Schirach werd in 1928 voorzitter van de Nationaalsocialistische Duitse Studentenbond (NSDStB). Zijn afkeer van de Joden werd onderwijl gevoed door lezing van de antisemitische geschriften van Henry Ford, Houston Stewart Chamberlain en Adolf Bartels.

## Nationaalsocialistische jeugdleider
In 1931 werd hij benoemd tot Reichsjugendführer; ook kreeg hij de rang van Gruppenführer bij de SA. In 1932 trouwde hij met Henriëtte Hoffmann, de dochter van Hitlers hoffotograaf en huisvriend Heinrich Hoffmann. Als Reichsjugendführer was hij verantwoordelijk voor de indoctrinatie van de Duitse jeugd met extreem-nationalistische en antisemitische ideeën, alsmede met de persoonsverheerlijking van Hitler. Von Schirach werd in 1936 tevens rijksminister van Jeugdzaken.

## Gouwleider van Wenen
Na nog in lage rang aan de veldtocht in Frankrijk te hebben deelgenomen, legde Von Schirach in 1940 zijn functies als minister en jeugdleider neer om Josef Bürckel op te volgen als rijksstadhouder en gouwleider van Wenen. Arthur Axmann volgde Von Schirach bij de Hitlerjugend op. Als gouwleider van Wenen was Von Schirach verantwoordelijk voor de deportatie van 185.000 Joden. In 1943 waagde zijn vrouw Henriëtte het, tijdens een ontvangst in de Berghof te Berchtesgaden, Hitler openlijk te bekritiseren naar aanleiding van een Jodendeportatie waarvan zij, vanuit het Amstelhotel in Amsterdam, getuige was geweest. Mede om die reden daalde het aanzien van de Von Schirachs bij Hitler aanzienlijk.

## Neurenberg
Na de oorlog dacht men aanvankelijk dat Von Schirach in 1945 om het leven was gekomen tijdens de gevechten in Wenen, maar hij hield zich schuil. Hij vond zelfs een baantje als vertaler in het Amerikaanse leger. Uiteindelijk gaf hij zichzelf aan omdat hij zich wilde verantwoorden voor de rechtbank in het Proces van Neurenberg. Op 20 november 1945 werd hij officieel aangeklaagd. Hij bekende gedeeltelijk schuld, met name vanwege zijn aandeel bij de indoctrinatie van de jeugd. Vanwege zijn rol in de Jodenvervolging in Wenen, maar ook vanwege zijn rol in de Hitlerjugend werd Baldur von Schirach op 1 oktober 1946 tot 20 jaar gevangenisstraf veroordeeld. In 1950, tijdens zijn gevangenschap in Spandau, liet zijn vrouw Henriëtte Hoffmann, met wie hij 4 kinderen (3 jongens en 1 meisje) had, zich van hem scheiden.

## Na de vrijlating
Op 1 oktober 1966, om middernacht, werd Von Schirach samen met Albert Speer vrijgelaten. In zijn in 1967 verschenen memoires ontkent hij, zoals vele nazikopstukken, alle wetenschap van de moord en martelpraktijken in de concentratie- en vernietigingskampen. Niettemin staat vast dat hij, evenals Speer, in 1943 aanwezig was te Poznań, waar Himmler in alle openheid sprak over de uitroeiing van de Joden.

## Wetenswaardigheden
- Henriëtte von Schirach, Baldurs vrouw, was in 1943 tot haar ontsteltenis getuige van een razzia op Joden in Amsterdam. Zij sprak daarover later Hitler aan, hetgeen tot een woede-uitbarsting leidde vanwege haar sentimentaliteit ("Gefühlsduselei").[9]